# Kiriaki Orpinel
Kiriaki Orpinel  o Kiriaki Araly Orpinel Espino (Municipio de Chihuahua, 17 de septiembre de 1965 - 19 de enero de 2019) fue una antropóloga y activista Rarámuri experta en derechos humanos e igualdad de género, así como defensora de los derechos de los pueblos y comunidades indígenas.

## Estudios
Egresada de la Universidad Autónoma de Chihuahua, de la facultad de Filosofía y Letras en la Licenciatura en Letras Españolas y de la carrera de Antropología por la EAHNM del Instituto Nacional de Antropología e Historia. 

## Trayectoria
Durante su vida se dio a la tarea de luchar por los derechos de los pueblos indígenas y sus tierras a través de diversas asociaciones y colaboraciones. Fue asesora del Instituto para el Desarrollo Sustentable A.C, voluntaria de la red para la participación ciudadana, en la cual apoyaba activamente en sus actividades dentro de la Sierra Tarahumara. Presidió el Colectivo Tibuame, el cual tiene como objetivo la defensa de los derechos de los pueblos originarios. 
Entre 2005- 2006 tuvo experiencia como docente en la Facultad de Derecho de la Universidad Autónoma de Chihuahua, impartiendo materias en derechos humanos y pueblos indígenas. 
Al ser una mujer rarámuri en busca del respeto a los derechos de pueblos indígenas, en el 2017 fue partícipe de la mesa técnica para la elaboración del marco normativo que comprende el reconocimiento de los Derechos de los Primeros Pueblos/ Pueblos indígenas en Chihuahua, además estuvo dentro del Comité de Expertas y Expertos para la legislación de Pueblos indígenas en el Estado de Chihuahua, así como en diversas conferencias, coloquios e investigaciones sobre el tema de pueblos indígenas y derechos de la mujer.
Fue miembro activo del Observatorio de la Participación Política de las Mujeres en Chihuahua, donde centra su observación en los municipios de la Sierra Tarahumara y becaria del Instituto de Liderazgo Simone de Beauvoir A.C. (ILSB) a través del Programa de Mujeres Indígenas.

## Obras
- 2007: Derechos Humanos de los pueblos indígenas: un acercamiento para la Sierra Tarahumara.
- 2009: La razón del Derecho (programas de audio).
- 2009: Derechos Humanos de los pueblos indígenas, un acercamiento para la Sierra Tarahumara.
- 2015: Gobierno Rarámuri, memoria histórica.
- 2017: Consideraciones sobre lo justo, desde el rarámuri raitsa: caminar derecho, caminar juntos.
- 2017: Análisis de las territorialidades en México y Bolivia desde la etnografía, la historia y los imaginarios sociales.
- 2018: Observatorio de participación política de las mujeres en Chihuahua del Instituto Estatal Electoral.

## Reconocimiento
- 2019. Reconocimiento a la Chihuahuense destacada Diana Álvarez Ramírez por la lucha feminista (post mortem). En la entrega de dicho Reconocimiento se acuña la frase "Kiriaki Vive".[9][10]

- Reconocimiento a la Guachochense destacada (post mortem)
- Reconocimiento como Defensora de Derechos Humanos por la Escuela de Formación Feminista en Chihuahua.
- Reconocimiento como Defensora de Derechos Humanos por el Movimiento Igualitario.
- Homenaje en Guachochi Chihuahua por el Instituto Nacional de Pueblos Indígenas.